# Астрильд аравійський
Астри́льд аравійський (Estrilda rufibarba) — вид горобцеподібних птахів родини астрильдових (Estrildidae). Мешкає на Аравійському півострові.

## Опис
Довжина птаха становить 10 см. Верхня частина тіла коричнювата, поцяткована тонкими темними смужками, за винятком голови. Хвіст і надхвістя чорні, махові пера оливкові. Нижня частина тіла має рожевувато-коричневий відтінок, на боках темні смужки. Щоки, горло і гузка білуваті. На обличчі вузька червона "маска". Очі чорнувато-карі, лапи чорнувато-тілесного кольору, дзьоб чорний.

## Поширення і екологія
Аравійські астрильди мешкають на південному сході Саудівської Аравії та в Ємені. Вони живуть на порослих тамариксом та іншими чагарниками гірських схилах, у ваді та на полях, поблизу річок і струмків. Зустрічаються зграями, які можуть нараховувати до 200 птахів, на висоті від 250 до 2600 м над рівнем моря. Іноді приєднуються до змішаних зграй птахів разом із золотогрудими бенгаликами. Протягом дня птахи розсіюються по місцевості в пошуках їжі, а ввечері збираються в одному місці на дереві або в чагарниках, де проводять ніч. Живляться насінням трав.